# Más fuerte que nunca
Más fuerte que nunca es el tercer álbum en vivo de Coalo Zamorano, grabado en Houston, Texas, Estados Unidos en la Iglesia Bautista Champion Forest en 2011. Contó con una edición especial con el adicional de un booklet digital (con imágenes y letras), los acordes de todas las canciones y el videoclip de «Santo». Demarcó el debut en listas Billboard de Coalo, además, de recibir nuevamente un Premio Arpa como "Mejor álbum de rock".

## Lista de canciones
| N.º | Título                           | Escritor(es)   | Duración |  |
| 1.  | «Para Siempre - Intro»           | Coalo Zamorano | ,2:02    |  |
| 2.  | «Vive En Mi»                     | Coalo Zamorano | 4:21     |  |
| 3.  | «Más Fuerte Que Nunca»           | Coalo Zamorano | 3:54     |  |
| 4.  | «Soy Perdonado»                  | Coalo Zamorano | 5:00     |  |
| 5.  | «Hay Poder - Intro»              | Coalo Zamorano | 1:02     |  |
| 6.  | «Hay Poder»                      | Coalo Zamorano | 5:14     |  |
| 7.  | «El Mismo Poder»                 | Coalo Zamorano | 5:22     |  |
| 8.  | «Santo»                          | Coalo Zamorano | 6:46     |  |
| 9.  | «Eres Rey»                       | Coalo Zamorano | 7:09     |  |
| 10. | «Soplo de Vida»                  | Coalo Zamorano | 4:44     |  |
| 11. | «Ministración»                   |                | 2:05     |  |
| 12. | «Hosanna- Sea Exaltado»          | Coalo Zamorano | 7:22     |  |
| 13. | «Para Siempre- Reprise»          | Coalo Zamorano | 1:14     |  |
| 14. | «Más Fuerte Que Nunca - Reprise» | Coalo Zamorano | 3:41     |  |
| 15. | «Vida Mía»                       | Coalo Zamorano | 3:51     |  |
| 16. | «Presentación de la Banda»       |                | 3:33     |  |
| 17. | «Santo (Versión Radio)»          | Coalo Zamorano | 3:50     |  |

## Premios y reconocimientos
Fue reconocido como mejor álbum de Pop-Rock-Rock Duro-Fusión en los Premios Arpa 2012. Debutó en el puesto 20 de la lista Billboard Latin Pop Albums.